# Busty and the Bass
Busty and the Bass est un groupe canadien de rock indépendant, originaire de Montréal, au Québec. Le groupe, nommé aux Juno, est connu pour son approche unique d'une gamme variée de genres musicaux, notamment la soul, le jazz, le RnB, le folk, le funk, le hip-hop et la musique électronique, ainsi que pour l'incorporation caractéristique de sa section de cuivres.
S'étant rencontré alors qu'il fréquentait l'École de musique Schulich de l'Université McGill en 2011, Busty and the Bass lance commercialement deux EP, GLAM (2015) et LIFT (2016), et trois albums studio, Uncommon Good (2017), Eddie (2020) et Forever Never Cares (2023),,,. Le groupe est anciennement signé par Indica Records de Montréal, et signe en 2020 avec Arts and Crafts, basé à Toronto,.
Le groupe a effectué de nombreuses tournées à travers le Canada, les États-Unis et l'Europe, et s'est produit dans des festivals tels qu'Osheaga, Pinkpop, le Festival international de jazz de Montréal et Made in America,,,.

## Histoire

### Débuts (2011–2014)
Tous les membres originaux du groupe étaient étudiants à l'École de musique Schulich de l'Université McGill. La première itération du groupe se forme à l'occasion d'un bœuf (jam session) informel lors d'une fête organisée sur la terrasse commune de l'appartement du guitariste Stein, à un pâté de maisons de la station de métro Mont-Royal,. À l'origine, Busty and the Bass jouait exclusivement des compositions instrumentales et des reprises de chansons populaires, adoptant des mélodies de cuivres en l'absence d'un chanteur principal.
Selon l'ancien chanteur Nick Ferraro, le nom du groupe s'impose après son apparition au cours de leur première semaine de jeu ensemble. Bien que le groupe ait envisagé de trouver un nom plus sérieux, Ferraro dit qu'ils apprécient l'ironie d'un collectif ayant une personne de tête mystérieuse, et l'opportunité pour tous les membres du groupe d'être « Busty » à un moment donné.
À l'automne 2014, Busty and the Bass se lance dans la course au titre de meilleur groupe universitaire du Canada. La toute première chanson du groupe avec des voix, Tryna Find Myself, était également sa participation au concours de la CBC. Le 27 octobre 2014, la CBC et la Banque TD annoncent que Busty and the Bass était le gagnant du concours national. Busty and the Bass reçoit un prix de 10 000 $, et participe à un concert au Théâtre Corona de Montréal en première partie d'Arkells.

### GLAMetLIFT(2015–2016)
À la suite du succès du groupe au concours de la CBC, Busty and the Bass commence à travailler sur son premier EP auto-produit avec l'ingénieur du son Jesse String, basé à Los Angeles. En juin 2015, après avoir signé avec Indica Records de Montréal, le groupe lance GLAM, un EP de huit titres mené par le single The Real,.
Le 1er juillet 2016, Busty and the Bass sort son deuxième EP, LIFT, après la sortie du single Miss Judge,. Cet EP de six titres se veut un précurseur du premier album du groupe, et est réalisé en deux mois dans le sous-sol d'un appartement de la rue Saint-Urbain partagé par quatre membres du groupe, et dans les studios d'Indica Records sur le boulevard Saint-Laurent.
Le 20 avril 2016, Busty and the Bass publie une vidéo de leur reprise de I Try sur YouTube, qui est immédiatement acclamée. Le blog musical The Undiscovered écrit : « En reprenant le tube de Macy Gray, Busty and the Bass transforment I Try d'un méga hit RnB alimenté par la voix en une jam funky et pleine de cuivres qui vous fera chanter et groover avec le rythme ».
En 2016, Busty and the Bass est annoncé dans la programmation du Festival de musique et d'arts Osheaga et du Festival d'été de Québec,. La prestation du groupe en première partie de Half Moon Run à la Fête de la musique de Paris est également saluée par Rolling Stone France, qui qualifie Busty and the Bass de « l'une de nos découvertes préférées de l'été ».

### Uncommon GoodetEddie(2017–2020)
Le premier album de Busty and the Bass, Uncommon Good, est annoncé par le groupe le 30 juin 2017, via un post Facebook adressé à ses fans. L'album, dont la réalisation prend plus d'un an et demi, est produit de manière exécutive par le producteur de hip-hop et ingénieur du son Neal Pogue,. Peut-être plus connu pour son travail avec le duo de hip-hop OutKast, originaire d'Atlanta, pour lequel il remporte le Grammy Award de l'album de l'année, Neal Pogue travaille également travaillé avec d'autres artistes de renom tels que Snoop Dogg.
Le 19 janvier 2017, le groupe lance le premier extrait de l'album, Up Top, qui est accueilli favorablement par les fans et les critiques, le HuffPost remarquant que « découvrir ce genre de chimie musicale avec un si grand groupe en peu de temps est plus qu'une simple chance - c'est une vocation ». Le 14 septembre 2017, Busty and the Bass lance une vidéo de danse pour la chanson, qui est réalisée et chorégraphiée par Kate Ramsden.
Le 5 novembre 2019, Busty and the Bass revient avec le single Clouds, dont la première est diffusée sur BBC Radio 1Xtra, et qui contient également Summer, un titre en face B qui recevra plus tard un vidéoclip tourné à l'église unie Saint-James de Montréal.
Début 2020, Busty and the Bass signe avec Arts and Crafts. La nouvelle, annoncée par le label canadien dans un communiqué de presse, est accompagnée d'une nouvelle chanson, Baggy Eyed Dopeman, qui met en vedette le pionnier du funk George Clinton de Parliament et Funkadelic, et dont la première est diffusée sur le site web du magazine Billboard. Le 14 août 2020, Busty and the Bass sort son deuxième album, Eddie. L'album a pour but d'explorer la question suivante : « Quel conseil donneriez-vous à votre jeune moi ? Et si vous pouviez passer à votre jeune moi une mixtape, à quoi ressemblerait-elle ? ». En mars 2022, il est annoncé via la page Instagram de Busty que Nick Ferraro quitterait le groupe pour poursuivre des intérêts personnels.

### ET Suiteet autres sorties (depuis 2021)
Le 17 mars 2021, Busty and the Bass sort ET Suite chez Arts and Crafts, un EP de 15 minutes qui retravaille la chanson ET de leur album Eddie, la transformant en quatre nouvelles itérations distinctes et diversifiées sur le plan sonore. Enregistré entièrement en isolation pendant la pandémie de Covid-19, l'EP met en vedette Verdine White de Earth, Wind and Fire ainsi que le chanteur afro-soul Pierre Kwenders, et un trio d'artistes de la communauté montréalaise du groupe : Terrell Morris, Kallitechnis et Tika Creator. Le 1er février 2022, Busty and the Bass partage un single de deux chansons, Airplanes, qui met en vedette Cadence Weapon, lauréate du Prix de musique Polaris, et la face B Caribou. Le 13 mai 2022, le groupe sort l'EP Karneval, en collaboration avec le rappeur STS, originaire de Philadelphie et d'Atlanta, et les chanteurs Jordan Brown et Mel Pacifico. Complex décrit l'EP comme du « hip-hop soulful de fin de soirée centré sur le thème d'une fête foraine abandonnée, évoquant des souvenirs de relations, de désir et de nostalgie ». Le 17 novembre 2022, le groupe sort le single All the Things I Couldn't Say to You, une chanson qui parle de « trouver la force de dire à la personne que l'on aime ce que l'on ressent ».
Le 15 février 2023, Busty and the Bass lance le single Far from Here, mettant en vedette le groupe montréalais Magi Merlin. En mars, le groupe termine une résidence de quatre soirs à guichets fermés à l'hôtel Drake de Toronto, enregistrée dans le cadre de la série Live de CBC Music. Le 26 juillet 2023, Busty and the Bass lance Wandering Lies, un single inspiré en partie des enseignements spirituels du psychologue Ram Dass. Le 3 octobre 2023, le collectif sort Give Me A Smile et annonce son troisième album Forever Never Cares pour le 17 novembre 2023, via Arts and Crafts. L'album est conçu et mixé par Christopher Vincent, membre fondateur, et comprend des morceaux de Terrace Martin et de Katie Tupper, qui apparaît sur la chanson Never Get Enough
En février 2024, Busty and the Bass est nommé pour un prix Juno dans la catégorie groupe de l'année.

## Discographie

### Albums studio
- 2017 : Uncommon Good
- 2020 : Eddie
- 2023 : Forever Never Cares

### EP
- 2015 : GLAM
- 2016 : LIFT
- 2021 : ET Suite
- 2022 : Karneval

### Singles
- 2015 : Tryna Find Myself
- 2015 : The Real
- 2015 : Models
- 2016 : Miss Judge
- 2016 : Stages (Don't Know Why)
- 2016 : Up Top
- 2017 : Memories and Melodies
- 2017 : Common Ground
- 2017 : Closer
- 2017 : Jimmy (featuring Pierre Kwenders)
- 2020 : Out of Love
- 2020 : Summer
- 2021 : ET Suite
- 2021 : Bad Behavior - Busty and the Bass Remix
- 2022 : Airplanes/Caribou
- 2022 : Karneval
- 2022 : All the Things I Couldn't Say to You
- 2022 : Far from Here
- 2023 : Wandering Lies
- 2023 : Give Me A Smile
- 2023 : Never Get Enough